# Julián Carrillo

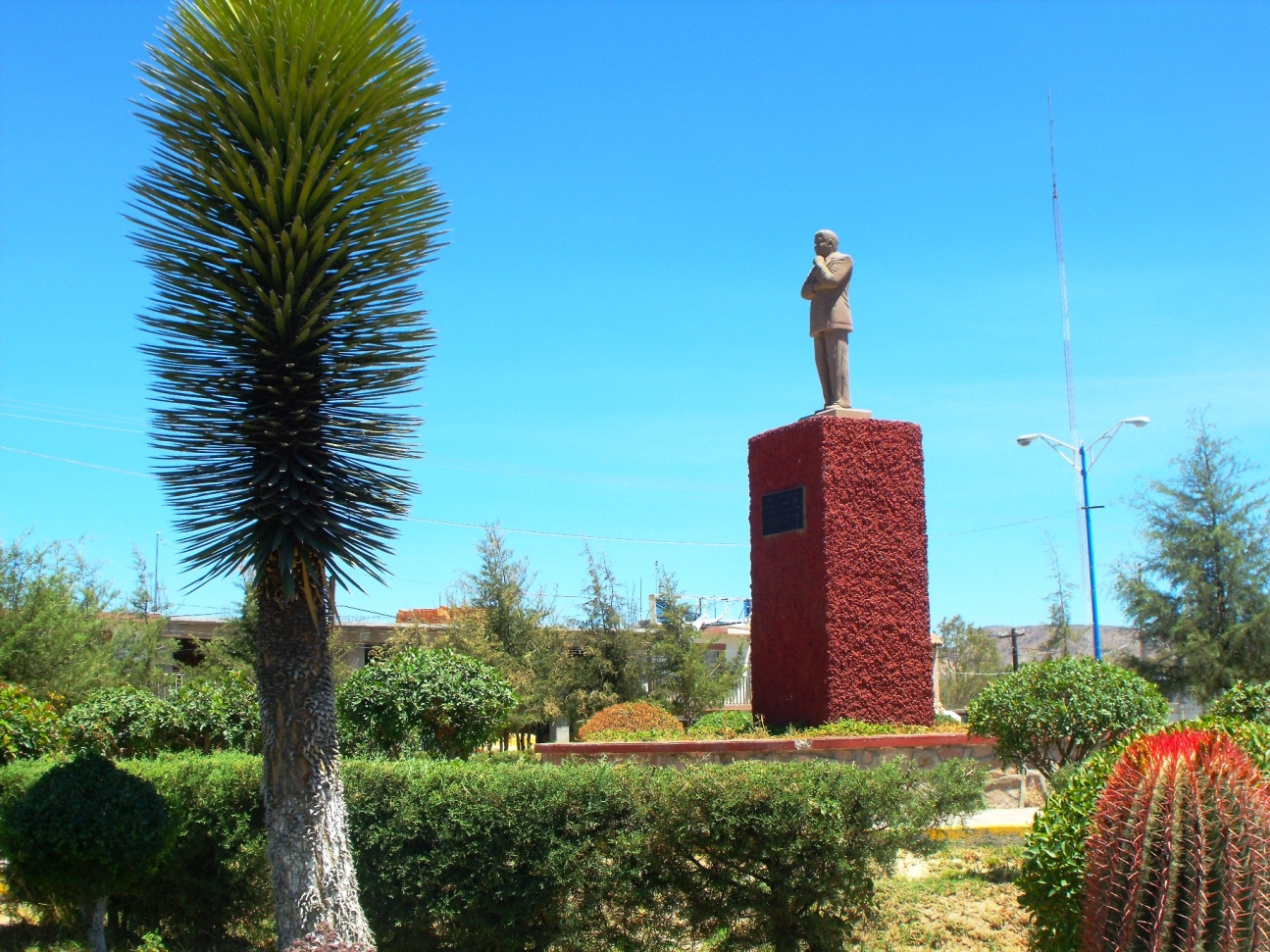
Pomnik upamiętniający kompozytora Juliana Carrillo

Julián Carrillo, Carillo (ur. 28 stycznia 1875 w Ahualulco, zm. 9 września 1965 w Meksyku) – meksykański kompozytor, skrzypek i dyrygent.
Był Indianinem. Dorastał w mieście Meksyk, gdzie uczył się gry na skrzypcach i kompozycji, odbył również podróże po Europie Zachodniej i USA. W latach 1905–1914 był dyrektorem konserwatorium w Meksyku. Od 1895 eksperymentował w zakresie muzyki mikrotonowej operującej 1/4, 1/8 i 1/16 całego dźwięku. Komponował opery, symfonie, Horizontes na skrzypce, wiolonczelę, harfę i orkiestrę (1947), Preludio a Cristóbal Colón na sopran i pięć instrumentów (1940), Ave Maria (1922) i kwartety smyczkowe.